# Aghlabides
800–909
Entités précédentes :
- Califat abbasside

Entités suivantes :
- Califat fatimide

Les Aghlabides (en arabe : الأغالبة) ou Banu al-Aghlab (en arabe : بنو الأغلب) sont une dynastie d'émirs de la tribu arabe des Banu Tamim, qui gouvernent, depuis Kairouan, l'Ifriqiya (actuelle Tunisie, le constantinois en Algérie actuelle et la Tripolitaine dans l'actuelle Libye) nominalement, au nom du calife abbasside, à partir de 800, puis la Sicile, après sa conquête, jusqu'à son renversement par le nouveau pouvoir des Fatimides, en 909.

## Histoire

### Contexte
La naissance de l’émirat aghlabide en Ifriqiya intervient au terme d’un demi-siècle de troubles politiques et religieux consécutifs à la grande révolte berbère de 740. En 750, le califat omeyyade s’effondre, et la nouvelle dynastie des Abbassides de Bagdad ne parvient pas à établir d’une manière permanente leur autorité sur la province d'Ifriqiya. La dynastie des gouverneurs Mouhallabides, fidèles aux nouveaux califes abbassides, doit affronter les révoltes des contingents arabes (jund).

### Fondation

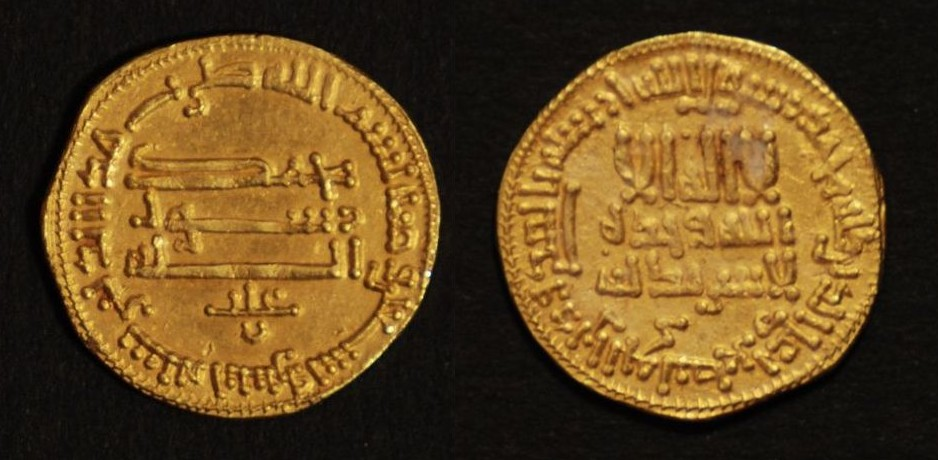
Dinar d'or de 4,2 g d'Ibrahim ibn al-Aghlab, anonyme (mais un motto dynastique « Ghalab » est visible sur le revers), nom du différent inconnu (probablement à Kairouan), frappé en 807-808. Préservé au Musée national d'art islamique de Raqqada.

En 800, le calife abbasside Haroun ar-Rachid nomme Ibrahim ibn al-Aghlab, fils d'un commandant arabe du khorasan de la tribu des Banu Tamim, comme émir héréditaire de l'Ifriqiya en réponse à l'anarchie qui a régné dans la province à la suite de la chute des Mouhallabides. À cette époque, il y a peut-être entre 100 000 et 250 000 Arabes vivant en Ifriqiya, bien que les Berbères constituent toujours la grande majorité de ses habitants.
Ibrahim doit contrôler une zone qui englobait l'Est de l'Algérie, la Tunisie et la Tripolitaine avec  Kairouan comme capitale . Bien qu'indépendante dans tous les domaines, la dynastie n'a jamais cessé de reconnaître nominalement la suprématie abbasside. Les Aghlabides payent un tribut annuel au calife abbasside et leur suzeraineté est référencée dans la khutba, lors des prières du vendredi.
Après la pacification du pays, les émirs Aghlabides s’installèrent d’abord à Al Abbassiya, dans les environs immédiats de Kairouan, puis ils fondèrent la cité de Raqqada à neuf kilomètres au sud-ouest. Elle est fondée en dehors de Kairouan, en partie pour prendre ses distances avec l'opposition des juristes et théologiens malékites, qui condamnent ce qu'ils ont observé comme la luxueuse vie des Aghlabides (pour ne pas mentionner le fait que les Aghlabides sont Mutazilites en théologie et fiqh hanafite en jurisprudence), et n'apprécient pas le traitement inégal envers les Berbères musulmans. En outre, des défenses frontalières (ribat) sont mises en place à Sousse et à Monastir. Les Aghlabides développent également l'irrigation et améliorent les bâtiments publics et les mosquées.

### Conquête aghlabide de la Sicile
Une caractéristique majeure des Aghlabides est que, malgré les différences politiques et les rivalités présentes entre les Aghlabides, les Abbassides, et l'Émirat de Cordoue, les musulmans d'Espagne sont transportés par voie maritime, également sous le règne d'Asba ibn Wakil, pour aider à la conquête aghlabide de la Sicile. Ibn Kathir rapporte qu'une force conjointe de 300 navires omeyyades et aghlabides est présente. La garnison aghlabide de Mineo réussit à entrer en contact avec les Omeyyades d'Andalousie qui acceptèrent immédiatement l'alliance, à condition qu'Asbagh soit reconnu comme commandant général et, avec de nouvelles troupes d'Ifriqiya, ils marchèrent sur Mineo. Théodotus se retira à Enna et le siège de Mineo fut brisé (en juillet ou août 830),,. L'armée combinée Ifriqiyenne et andalouse incendie ensuite Mineo et assiège une autre ville, peut-être Calloniana (actuelle Barrafranca). Cependant, une peste éclate dans leur camp causant la mort d'Asbagh et de beaucoup d'autres. La ville tombe plus tard, en automne, mais le nombre d'Arabes s'est réduit considérablement. Par la suite, ils doivent l'abandonner et se retirent à l'ouest. Théodotus s'est lancé à leur poursuite, et leur inflige de lourdes pertes, de sorte que la plupart des Andalous ont quitté l'île. Cependant, Théodotus est également tué à ce moment-là, peut-être dans l'une de ces escarmouches,.
Sous le règne de Ziyadat Allah Ier (817-838), éclate en 824 une révolte des troupes arabes, qui n'est pas étouffée avant 836, avec l'aide des Berbères. La conquête musulmane de la Sicile de 827 sous Assad ibn al-Furat est une tentative de garder les troupes indisciplinées sous contrôle - la conquête s'achève lentement, et seulement en 902, est pris le dernier avant-poste byzantin. Des raids de pillage en Italie continentale, qui comprennent le sac des basiliques romaines en 846, ont lieu jusqu'au xe siècle. Rome fut attaquée par une force musulmane en 846, bien qu'il ne soit pas certain que les pillards soient venus du territoire aghlabide(p26),(p122) Une autre attaque contre Rome eut lieu en 849, conduisant à une grande bataille navale près d'Ostie au cours de laquelle une flotte de navires musulmans fut détruite, marquant l'arrêt des avancées musulmanes sur la péninsule(p35), Peu à peu, les Aghlabides perdent le contrôle des forces arabes en Sicile et une nouvelle dynastie, celle les Kalbides, y émerge.

### Apogée
Le royaume aghlabide atteint son apogée sous le règne d'Ahmed ibn Mohammed al-Aghlabi (856-863). L'Ifriqiya est une puissance économique importante grâce à son agriculture fertile, aidée par l'expansion du système d'irrigation romain. Elle devient le point focal du commerce entre le monde islamique et Byzance et l'Italie, en particulier la lucrative traite des esclaves. Kairouan devient le centre d'apprentissage le plus important au Maghreb, notamment dans le domaine de la théologie et du droit, et un lieu de rassemblement pour les poètes. Les émirs aghlabides patronnent également des projets de construction, notamment la reconstruction de la mosquée d'Oqba et le royaume développe un style architectural qui combine l'architecture abbasside et byzantine.

### Déclin et chute
Le déclin de la dynastie commence sous Ibrahim II (875-902). Une attaque des Toulounides d'Égypte doit être repoussée et une révolte des Berbères est étouffée au prix de lourdes pertes humaines pour les forces aghlabides. En outre, en 893, la mission ismaélite dirigée par Abou Abdallah al-Chii prend racine chez les berbères Ketamas. En 902, Obeïd Allah al-Mahdi et sa troupe Kutama fanatisée prennent les villes de Kairouan et Raqqada et obtiennent un serment d'allégeance du peuple. Le succès des Fatimides est fulgurant et le dernier émir aghlabide, Ziyadat Allah III, s’enfuit vers l’Orient en 909. En conséquence, la dynastie aghlabide est renversée et remplacée par les Fatimides.

## Culture

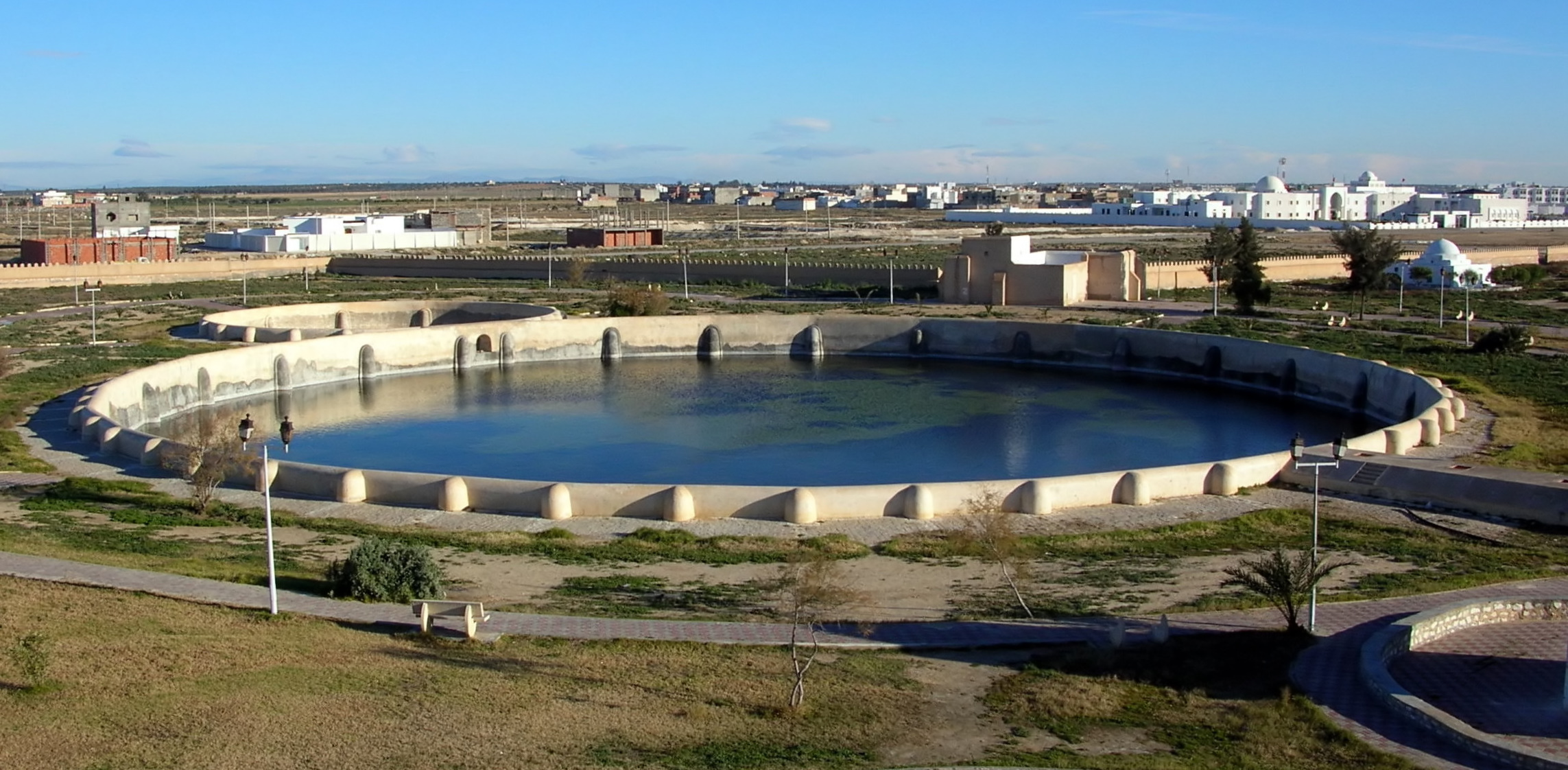
Bassins des Aghlabides (actuelle Kairouan, en Tunisie).

Sous le règne des Aghlabides, la grande mosquée de Kairouan et la Zitouna de Tunis deviennent des centres d'enseignement fort réputés par la valeur des oulémas qui y professent le droit musulman.
Moyennant le payement d'un impôt appelé kharaj et l'observation de certaines restrictions sociales, les chrétiens et les juifs restés en Ifriqya après la conquête musulmane parviennent à conserver leur religion et leurs lieux de culte. À cette époque, il existe une communauté chrétienne à Tunis, Kairouan et des archevêchés existent notamment à Tozeur, Mahdia et Carthage. Vers 893, un schisme divise les évêques d'Afrique qui envoient des délégués à Rome pour soumettre leur différend au pape.
Bien que la présence arabe en Ifriqiya remonte à la conquête musulmane du Maghreb, elle demeura initialement essentiellement militaire. Toutefois, sous la dynastie Aghlabide, l'immigration arabe en provenance du Moyen-Orient s’intensifia et se diversifia, marquant une transformation profonde de la région. De nombreux fonctionnaires, commerçants, artisans et religieux s'établirent alors dans les principaux centres urbains de l'époque. Leur installation joua un rôle déterminant dans l'arabisation culturelle et linguistique de la région.

## Politique et administration
La gouvernance Aghlabide, siégeant à Kairouan, s'inspire largement de celle des Califes Abbassides à Bagdad. Elle reposait sur des diwans, assimilables à des offices, chacun en charge d'un domaine spécifique, et sous le contrôle de l'émir, qui était assisté par un vizir, deuxième personnage de l'émirat.
Le pouvoir judiciaire, basé sur le droit musulman, était confiée aux cadis. Le cadi de Kairouan, nommé directement par l'émir, occupait une position prééminente et désignait, à son tour, les autres cadis sur l'ensemble du territoire.
Pour ce qui concerne l'ordre public, l'émirat s'appuyait sur le corps des muhtasib, des fonctionnaires chargés de veiller au respect des lois, en particulier du droit commercial.
L'administration territoriale de l'émirat se composait de circonscriptions civiles ( kura , pl. kuwar ) et de districts militaires ( jund , pl. ajnad ) ,.

## Architecture et patrimoine

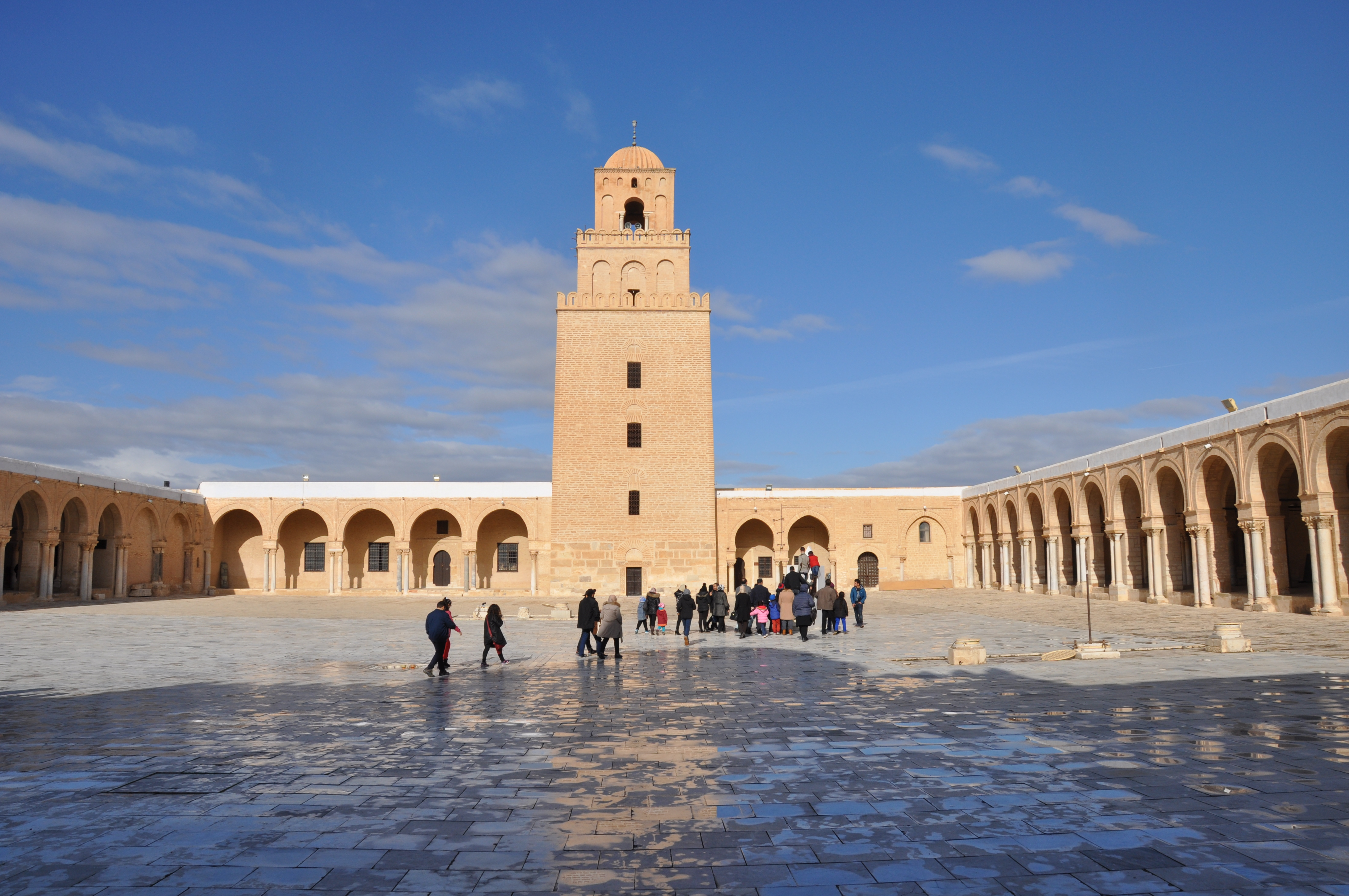
Grande mosquée de Kairouan.

Les Aghlabides furent de grands bâtisseurs qui embellirent beaucoup de villes de leur émirat, comme la médina de Kairouan, la médina de Tunis, la médina de Sousse ou encore la médina de Sfax. C'est notamment sous leur règne que la mosquée Zitouna est achevée dans sa totalité et que la grande mosquée de Kairouan connaît de grands travaux de réfection et d'agrandissement qui lui donnent sa physionomie définitive.
Parmi les monuments construits ou agrandis lors de la dynastie Aghlabide, on peut également citer la grande mosquée de Sousse, la grande mosquée de Sfax, la mosquée des Trois Portes, la mosquée Bou Ftata, le ribat de Sousse, le ribat de Monastir et le bassins des Aghlabides.